# 24863 Cheli
24863 Cheli è un asteroide della fascia principale. Scoperto nel 1996, presenta un'orbita caratterizzata da un semiasse maggiore pari a 2,6022591 au e da un'eccentricità di 0,1480315, inclinata di 14,76707° rispetto all'eclittica.